# David Franco Cristaldi
El premi David Franco Cristaldi va ser un premi de cinema anualment atorgat per l'Acadèmia del Cinema Italià (ACI, Accademia del Cinema Italiano) en el context dels premis David di Donatello. Es tracta d'un guardó especial que rebia el nom del productor de cinema italià Franco Cristaldi. Va ser atorgat pel jurat del David di Donatello les edicions de 1993 i 1994. No s'ha de confondre amb el premi Franco Cristaldi entregat des del 2009 al Bari International Film Festival.

## Guanyadors
Els guanyadors del premi han estat:
- 1993 - Carlo Ludovico Bragaglia
- 1994 - Alberto Lattuada